# Vasas (városrész)
Vasas  (németül Eisenau) Pécs egyik külső városrésze 1954 óta, Somogy és Hird között. A hely látványosságai közé tartozik a horgásztó, a víztorony és a labdarúgó stadion, melyben a megyei negyedosztályú Bányász Torna Club SE edz. A település szélén található a főleg szőlőtermesztésről ismert Kerékhegy.

## Története
Vasas Árpád-kori település, a török hódoltság alatt is valószínűleg folyamatosan lakott magyar helység volt. 1554-ben 14, 1565-ben itt 16 adózót írtak össze.
A bányatörténet kutatói szerint Vasas volt a Pécs környéki kőszénbányászat bölcsője. A Búzaberki-dűlőtől északra létesült a híres vasasi Thommen-akna, újabban Petőfi-akna, amely egy Thommen nevű bányamérnökről kapta első nevét. Állítólag Vasason már 1766-ban bányásztak szenet. 1782-ben pécsváradiak is bekapcsolódtak a vasasi kőszén kitermelésébe és értékesítésébe. A vasasi kőszénbánya a 18. században a pesti egyetem alapítványi uradalmának pécsváradi jószágkormányzása alá tartozott. 1840-ben már 21 helyi polgárnak volt itt bányája (bányatelke). A 19. század közepén volt néhány nem magyar anyanyelvű lakosa is. 1870 körül kezdtek Vasason nagyobb számban letelepedni nem magyar (főleg német) nyelvű bányászok.
Újabban geológusok, régészek is foglalkoztak azzal a kérdéssel, hogy Vasason és környékén léteznek-e a középkori vasgyártásra utaló nyomok. Ezek alapján elmondható, hogy a Mecsekben előfordult a vasérckő. Vasason a Csatorna-völgy keleti szakaszán ököl nagyságú hematit gumókat találtak. 1976-ban a Szövetkezet utcában vassalakdarabok és fúvókák kerültek felszínre. A vasolvasztó maradványa a helyi vaskohászat bizonyítékának tekinthető. E leletek tehát megerősítik a felismerést, hogy a Vasas helynév a kora középkori vasművességgel van kapcsolatban.

## Nevének eredete
Az 1865-ből származó néphagyomány szerint „Az itteni hegyekben találtak elsőben kevés mennyiségű vas követ”. Kiss Lajos szerint a Vasas helynév azzal lehet kapcsolatos, hogy lakói vassal adóztak a pécsváradi apátságnak. A név a magyar vas főnév -s képzős származékából, a vasas melléknévből keletkezett. Györffy is utal arra, hogy Vasas a pécsváradi apátság alapítólevelében „tributarii ferri” néven említett vasasoktól (vasbányászoktól kapta nevét. Az itteni vasasok vascipó (nyersvas) előállításával foglalkoztak. A nyersvas feldolgozását a közeli Sarlós (ma: Magyarsarlós) falu sarlókészítő mesterei végezték, a kovácsolás pedig a kazár-magyar tárkányok mellett főként a szláv „vasverők” feladata volt.

## Címere
Vasas címerében egy leveles szőlőfürtöt tartó kar szerepel.

## Nevezetességek
- Szent Borbála bányászati emlékpark
- A faluban egyedülálló módon számos utcát, az  ABC betűivel neveztek el.  A utca, B utca C utca stb.

## Külső hivatkozások
- L. Csépányi Katalin: Vasas névadó vasbányászata - Hetedhéthatár
- A település nem hivatalos honlapja[halott link]
- A település havilapjának honlapja